# Clarksville (Texas)
Pour les articles homonymes, voir Clarksville.
Clarksville est une ville dans le comté de Red River, au Texas, États-Unis. Au recensement de 2000, la population de la ville est de 3 883 habitants. C'est le siège du comté de Red River.
Clarksville est le lieu de naissance de l'écrivain John Edward Williams, de l'athlète Tommie Smith et de l'officier de police J. D. Tippit.

## Source
- (en) Cet article est partiellement ou en totalité issu de l’article de Wikipédia en anglais intitulé « Clarksville, Texas » (voir la liste des auteurs).